# Angelo Cino
Angelo Cino (Bevagna, 1340/1350 – Pisa, 21 giugno 1412) è stato un cardinale e vescovo cattolico italiano.

## Biografia
È conosciuto anche come Angelo Ghini Malpighi. Laureato in diritto canonico, ebbe fama come canonista.
Il 20 luglio 1385 fu nominato vescovo di Macerata e Recanati e il 21 febbraio 1387 collettore apostolico nella Marca anconitana.
Fu creato cardinale presbitero da papa Gregorio XII, con il titolo di Santo Stefano al Monte Celio, nel concistoro del 19 settembre 1408, mantenendo in amministrazione la sede di Recanati fino al 9 settembre 1409.
Nel 1408 divenne vice cancelliere di Santa Romana Chiesa; e l'8 maggio 1409 fu inviato come legato apostolico nella Marca anconitana.
Morì a Pisa il 21 giugno 1412. Le sue spoglie furono trasferite a Recanati dove vennero inumate nella cattedrale cittadina.